# Peter Easton
Peter Easton (um 1570 – nach 1620) war ein britischer Freibeuter, der sein Hauptquartier in Neufundland hatte, eine eigene Flotte kommandierte und Anfang des 17. Jahrhunderts als einer der erfolgreichsten Piraten überhaupt und führender Korsar seiner Zeit galt, was ihm den Beinamen Erzpirat (arch-pirate) verschaffte. Er überfiel sowohl britische als auch ausländische, insbesondere spanische Schiffe, aber auch französische und holländische. Seine dokumentierte Piratenkarriere dauerte von 1611 bis 1614. Easton galt als überaus reich und führte den Titel eines Marquis, welcher ihm im Herzogtum Savoyen verliehen wurde. 

## Anfangsjahre
Er wurde um 1570 geboren. Er kam aus einer Familie, die unter Elisabeth I. Verdienste in Scharmützeln gegen die spanische Armada erwarb. 1602 wurde er noch unter Königin Elisabeth beauftragt, als Freibeuter gegen spanische und andere Schiffe vorzugehen, die der englischen Fischereiflotte vor Neufundland in die Quere kamen und dort selbst fischten. Nach der Thronbesteigung von Jakob I. 1604 kam es zu einem Friedensschluss mit Spanien und die Überfälle britischer Freibeuter auf spanische Schiffe wurden in England illegal. Easton setzte seine Piraterie gegen spanische Schiffe trotzdem fort, wobei er bis in das Mittelmeer, die Azoren und Guinea operierte und seine Beute in der Karibik absetzte. Unterstützung erhielt er von der mächtigen Familie der Killigrews aus Falmouth in Cornwall, und seine Flotte wuchs zunehmend. Berichte aus dieser Zeit sind unsicher und zum Beispiel von Richard Whitbourne überliefert. 1610 blockierte er den Bristol-Kanal und erhob von den Kaufleuten Durchfahrtgebühren. Diese riefen die britische Admiralität zu Hilfe, die den Piraten Henry Mainwaring beauftragte, Easton zu bekämpfen, was aber erfolglos blieb.

## Zeit in Neufundland ab 1612
Fest steht, dass Easton 1612 mit zehn gut ausgestatteten Schiffen nach Neufundland kam. Er nahm sein Hauptquartier in Harbour Grace und überfiel Hafenstädte von Trinity Bay bis Ferryland und von Neufundland abgehende französische, englische und portugiesische Schiffe, zum großen Teil aus der Fischereiflotte. Hauptsächlich benutzte er Neufundland aber, um seine Schiffe zu überholen, Vorräte aufzufrischen und neue Mannschaft aufzunehmen. Sein Flaggschiff war die Happy Adventure. In Harbour Grace errichtete er ein Fort im Bereich Bear Cove, der Umfang der Befestigungen ist aber umstritten. Auch einige kleine Inseln ließ er befestigen (Kellys Island, Oderins Island). Seine Mannschaften presste er teilweise aus den überfallenen Schiffen, teilweise von den lokalen Fischern, manche kamen aber auch freiwillig mit. Der Schaden an der Fischereiflotte wurde auf über 20.000 Pfund geschätzt. Bei einer Kaperfahrt soll er 30 Schiffe erbeutet haben. 1612 überfiel eine Flotte französischer Basken sein Fort in Harbour Grace, als Easton selbst in der Karibik war. Bei Rückkehr konnte er die französische Flotte abfangen und es kam zu einer Seeschlacht vor Harbour Grace Island. Das Flaggschiff der Franzosen, die St. Malo, lief auf Grund. Easton verlor 47 Mann, die wahrscheinlich in Bears Cove begraben wurden. Bei Bauarbeiten in diesem Bereich um die Coughlan United Church fand man im 21. Jahrhundert ein Massengrab, das möglicherweise das Grab der gefallenen Seeleute ist. Spuren von Verwundung und Kleidung sowie Alter waren kompatibel.
Mit den Kolonisten zum Beispiel in der 1610 gegründeten Kolonie in Cupids Cove (damals Cuper’s Cove) im heutigen Cupids – der ersten in Neufundland und zweitältesten in Nordamerika nach Jamestown in Virginia – unter dem Gouverneur Richard Guy kam es zwar zu Konflikten, er richtete dort aber keinen großen Schaden an. Ein Brief von Guy vom Juli 1612 ist erhalten, in dem er von den Aktivitäten Eastons in Neufundland und einer Begegnung mit Easton erzählt, der seine Barke anhielt auf der Suche nach neuen Besatzungsmitgliedern, sie aber dann ziehen ließ. Easton handelte mit den Bewohnern und soll sich auch in Ferryland ein Haus gebaut haben. Er nahm den Geschäftsmann Richard Whitbourne in Ferryland 1612 für elf Wochen gefangen (zusammen mit sechs anderen Kapitänen) in einem Versuch, ihn auch für die Piraterie zu gewinnen, und entließ ihn nur, damit er in England für ihn eine königliche Begnadigung aushandeln würde. In England erfuhr Whitbourne, dass die Begnadigung schon im Februar 1612 erteilt worden war, Easton aber nicht erreicht hatte. Die Briten waren darauf aus, ihn als nicht zu unterschätzenden Gegner loszuwerden.

## An der Berberküste 1614 und Ruhestand
Eine neue Begnadigungsurkunde wurde im November ausgestellt und ein Captain Roger Middleton beauftragt, diese Easton zu überbringen, der zu der Zeit vor der Berberküste im Mittelmeer spanischen Schiffen auflauerte. Easton lief mit acht Schiffen und 500 Mann von Neufundland aus, seine Flotte soll nach anderen Angaben später 1500 Mann stark gewesen sein. Er überfiel die spanische Schatzflotte bei den Azoren und wurde bald darauf mit vier Galeonen und reicher Beute vor Tunis gesehen. Das Pardon erreichte ihn auch bis März 1613 nicht, so dass er sich nach Villefranche in das Herzogtum Savoyen begab, wo er vom Herzog mit offenen Armen aufgenommen wurde (das Herzogtum war ein sicherer Hafen für Piraten). Gerüchte über ein Vermögen von zwei Millionen Pfund Gold waren ihm vorausgeeilt und beeindruckten den Herzog von Savoyen Karl Emanuel I., der in finanziellen Nöten war. Easton kaufte einen Palast, eröffnete ein Lager für seine Beute an Luxusgütern und erhielt in Savoyen den Titel eines Marquis. Im Gegenzug für Schutz zahlte Easton eine hohe Summe an den Herzog. Damals war er um die vierzig Jahre alt, wurde als attraktiv beschrieben und heiratete eine reiche Erbin. Beim Besuch von Turin soll er dem Herzog in einem Angriff auf den Herzog von Mantua als geschickter Artillerist militärisch zu Diensten gewesen sein. Ab 1620 verliert sich seine Spur. Möglicherweise starb er in Frankreich.
Er galt als ausgezeichneter Seemann und Navigator, guter Taktiker und Artillerist und als Pirat als kühn und tapfer, aber nicht blutrünstig. Mit seiner Flotte war er ein auch für die führenden Seemächte ernstzunehmender Gegner, der auf See niemals von den zu seiner Ergreifung entsandten Verfolgerflotten gestellt oder gefangen genommen wurde. Seine Piratenflagge war noch ohne Totenkopf und ganz schwarz.

## Legenden, Schatzsuche
Whitbournes Schriften sind eine wichtige Quelle für seine Biographie. Es gibt verschiedene noch heute lebendige Legenden in Neufundland über ihn, zum Beispiel die Geschichte von Sheila na Geira und Gilbert Pike. Sheila na Geira, Tochter des Häuptlings des County Connacht war danach auf einem irischen Schiff auf dem Weg nach Frankreich, als sie von einem holländischen Schiff aufgebracht wurden. Easton befreite sie von den Holländern. Sie verliebte sich in den Leutnant Gilbert Pike im Dienst von Easton und siedelte mit ihm in Neufundland in Bristol’s Hope (Mosquito), wo sie zu den Pionieren der Besiedlung gehörten. 1611 zogen sie nach Carbonear um, um dem zurückkehrenden Easton zu entgehen, der selbst ein Auge auf Sheila na Geira geworfen hatte. Weitere Legenden betreffen vergrabene Schätze, die Objekt der Begierde von Schatzsuchern in Neufundland sind. Sie sind Gegenstand einer sechsteiligen Fernsehserie Easton’s treasures (2017, Regie Stafford Jenkins). Eine Dokumentation von CTV W5 Pirates of Newfoundland von 2010 begleitete Schatztaucher in der Conception Bay, die sich auf die Suche nach Schiffswracks begaben. Dabei konnten sie auch nahe Port Kirwin ein Wrack mit Kanonen wiederfinden, das schon Mitte der 1980er Jahre von der Newfoundland Marine Archeological Society gefunden worden war. In Harbour Grace findet jährlich das Pirates to Pilots Festival statt.